# ナタポーン・テーミーラク
ナタポーン・テーミーラク（Natapohn Tameeruks、タイ語: ณฐพร เตมีรักษ์、1989年2月6日 - ）は、タイ王国の女優。

## フィルモグラフィー

### テレビドラマ
- 2006 : Na Ruk
- 2008 : Sud Tae Jai Ja Kwai Kwa
- 2011 : Plueng Toraphee
- 2016 : Nakhee
- 2019 : Rak Jang Oey